# شعر ارمنی باستان

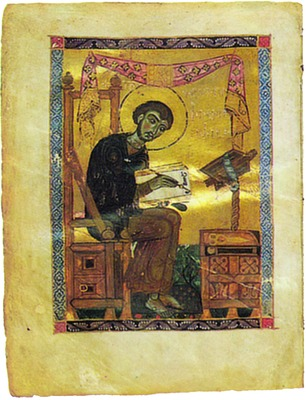
گریگوری نارک، مینیاتور از نسخه خطی کتاب مرثیه، ۱۱۷۳

در کنار تاریخ‌نگاری قدیمی ارمنی و ادبیات ترجمه شده، شعر بخش مهمی از ادبیات ارمنی را از قرن پنجم تا هجدهم تشکیل می‌داد. سنت غنی ادبیات شفاهی مقدم بر شعر مکتوب بود.
نخستین نمونه‌های شعر کهن ارمنی از نوع مذهبی بود. اولین مجموعه آیات معنوی در قرن هفتم گردآوری شد. دقیقاً از آن زمان بود که شعر سکولار آغاز شد. قدیمی‌ترین شعر باقی مانده در زبان ارمنی به قرن هفتم بازمی‌گردد.
گریگور نارکاتسی و نرسس چهارم بخشنده از تأثیرگذارترین شاعرانی پیش از سده هفدهم هستند. ادبیات قرون ۱۲ تا ۱۷ بیانگر انتقال تمدن ارمنی از دوران کلاسیک به دوران معاصر است. از قرن سیزدهم، دوره شکوفایی شعر عاشقانه آغاز می‌شود، و موضوع مهاجرت برای اولین بار در شعر به آن پرداخته می‌شود. اشعار حماسی در قرن ۱۵–۱۶ ظاهر شد. در قرن هفدهم و هجدهم، محبوب‌ترین شعر عاشوق بود.
آثار شاعران ارمنی اولین بار در سال ۱۵۱۳ در ونیز منتشر شد. شعر قدیم ارمنی با استفاده از قافیه تأکیدی مشخص می‌شد.

## ویژگی‌های عمومی شعر

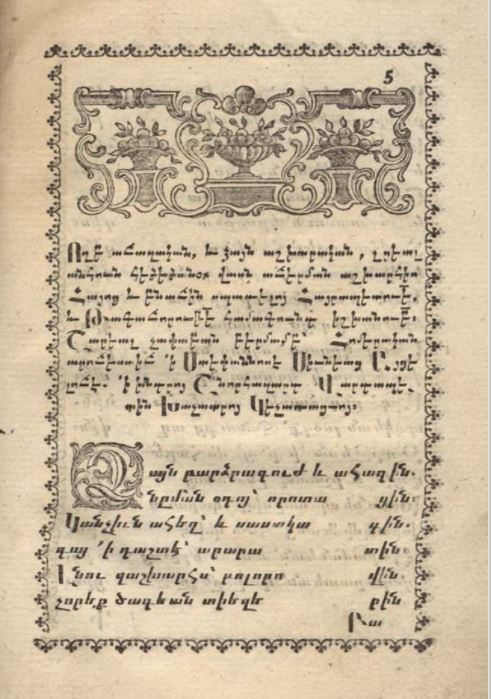
مرثیه‌ی استپانوس اُربلیان بر کلیسای جامع مقدس اچمیادزین

شعر باستانی ارمنی به دوره‌های اولیه تاریخ ادبیات ارمنستان برمی‌گردد و شامل اشعار مذهبی، حماسی و عاشقانه است. شعر ارمنی پیشامدرن قرن‌ها تکامل را پشت سر گذاشت. فولکلور مکتوب و شفاهی منعکس کننده سیر یکپارچه توسعه ادبیات قدیمی ارمنی است. اگرچه آنها به‌طور متفاوتی توسعه یافتند، اما همچنان به هم مرتبط بودند. برای مثال، شعر شفاهی سکولار در گونه‌های مختلف ادبیات مکتوب نفوذ کرد. به گفته مانوک آبقیان محقق ادبی، ادبیات قدیم ارمنی تمایزی بین ژانرهای هنری و علمی-مردمی نداشت. شاعرانه و غیر شاعرانه یک کل تمایز نیافته را تشکیل می‌دادند. در غزلیات معنوی دوره اولیه تأثیر کتاب مقدس، الهیات و تفسیر به طرز محسوسی وجود دارد.
شعر ارمنی پیش از مسیحیت ضعیف حفظ شده است. به صورت ویرایش شده، مورخان به عنوان منابع تاریخی از آن یاد کرده‌اند. شاعران مسیحی میراث شفاهی کهن را نادیده گرفتند. منابع اصلی الهام آنها ایمان و کتاب مقدس بود. از این نظر، شعر اولیه ارمنی تقریباً کاملاً معنوی است. کلیت آن غزل تنها احساسات مذهبی را در قالب خود بیان می‌کند. اگرچه شعر معنوی اولیه از غزلیات عبری کتاب مقدس الگوبرداری شد، اما بیشترین تأثیر را از شعر معنوی یونانی گرفت. با این حال، میزان این تأثیر به‌طور قطعی مشخص نشده است.
آثار گریگور نارکاتسی نقطه عطف مهمی در تاریخ غزلیات ارمنی قرون وسطی است و دستاوردهای قرون قبل را با ایده‌های انسان گرایانه خود در اوایل قرن ۱۰–۱۱ در بر می‌گیرد. شعر به تدریج دستخوش تغییراتی شد و مضامین سکولار بر آن غالب شد. احیای ادبی ارمنی در دوره قرون وسطی رخ داد. نقطه عطف در نیمه اول قرن یازدهم بود، زمانی که شعر دستخوش دگرگونی اساسی هم در محتوا و هم در فرم شد و مضامین آن غنی تر شد. به گفته آبگیان، این دوره دگرگونی در ادبیات ارمنی «رنسانس» بود، زیرا در این دوران، برخلاف ایدئولوژی مذهبی و کلیسا، روحیه سکولار و جهان بینی قرون بت‌پرستی «احیا» شد. این نیز به این دلیل است که ادبیات ارمنی آن دوره ویژگی‌هایی مشابه رنسانس اروپایی دارد. عمدتاً ادبیات شهروندان ارمنستان است. با این حال، شروع حملات سلجوقیان به‌طور قابل توجهی مانع توسعه شعر شد.